# Paddestraat
La Paddestraat est une rue pavée de Velzeke, un village de la commune de Zottegem en Belgique. Elle fait partie de la voie romaine reliant Boulogne-sur-Mer à Cologne. Elle est classée au monument historique depuis 1995.
Le musée archéologique de Velzeke (point de départ de la route touristique Voie romaine Bavay-Velzeke) se trouve notamment dans la rue.

## Courses cyclistes
La rue fait partie régulièrement du parcours des courses cyclistes de début de saison : le Tour des Flandres, le Circuit Het Nieuwsblad, le Grand Prix E3 et les Trois Jours de La Panne. Elle est empruntée pour la première fois par le Tour des Flandres en 1973.